# Mexikanische Badmintonmeisterschaft 1966
Die Mexikanische Badmintonmeisterschaft 1966 fand in Mexiko-Stadt statt. Es war die 20. Auflage der nationalen Titelkämpfe von Mexiko im Badminton.

## Titelträger
| Disziplin    | Sieger                       |
| ------------ | ---------------------------- |
| Herreneinzel | Antonio Rangel               |
| Dameneinzel  | Carolina Allier              |
| Herrendoppel | Antonio Rangel Raúl Rangel   |
| Damendoppel  | Angelina Cazorla Lucero Soto |
| Mixed        | Antonio Rangel Lucero Soto   |

Anmerkungen
1. ↑  Der mexikanische Verband listet bereits für 1966 Oscar Lujan und Josefina de Tinoco als Meister im Mixed. Laut IBF-Handbuch gewannen beide den Titel erst ein Jahr später.